# エッグスライサー

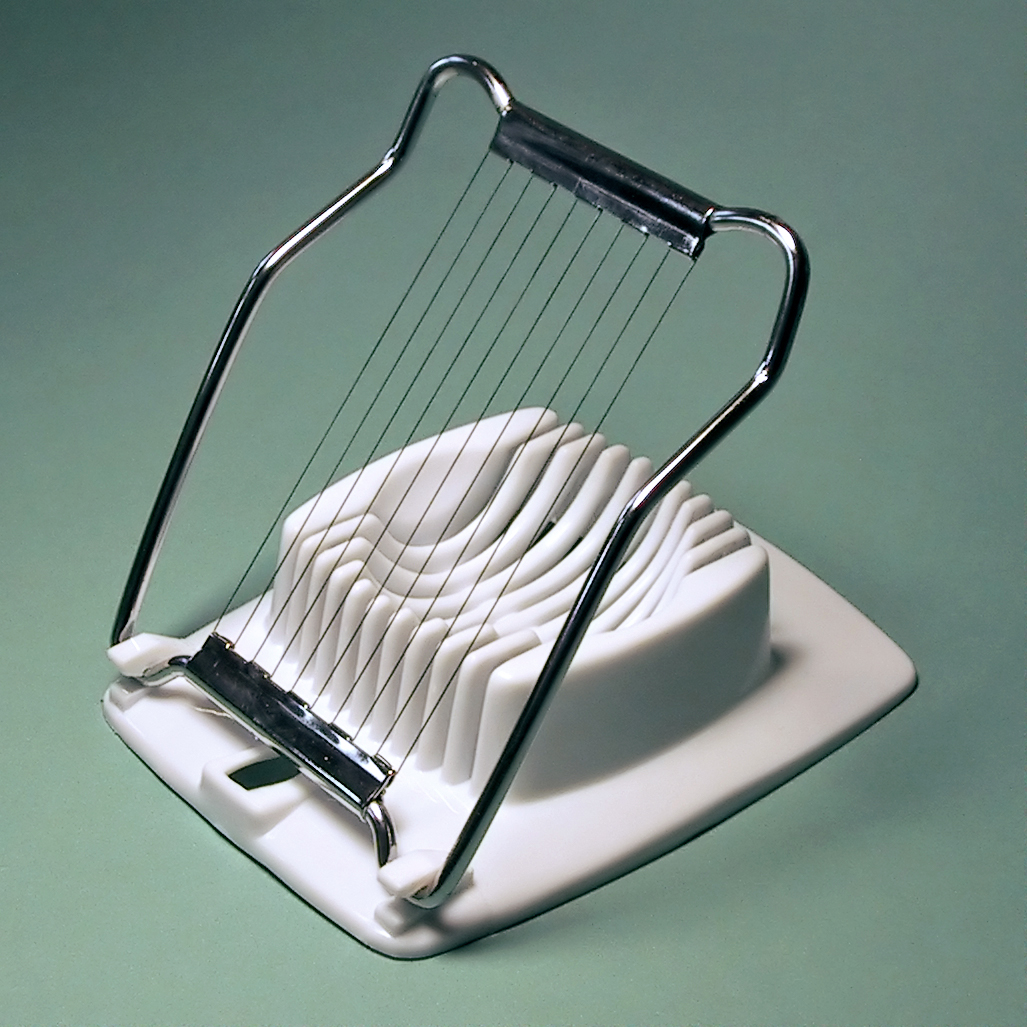
エッグスライサー

エッグスライサーは調理器具の一種。ドイツの発明家ヴィリー・アーベルによって、20世紀初頭に発明された。

## 用途
皮の剥けたゆで卵を均等かつ迅速に薄切りにするために使用される。窪みのある基盤の部分にゆで卵を設置し、ワイヤーを下ろして切断する。一度に複数のゆで卵を切断する二連や三連のものもある。
玉子切器やエッグカッターともいうが、この場合には薄切り以外（縦割り、4つ切りなど）に加工する製品も含まれる。

## 構造
切断した卵を固定する為に細い溝がいくつか設けられた基盤と、卵を切断する為の蝶番状の刃ないしワイヤーから構成される。概観は楽器のハープに似ており、この道具を使って切断することを「ハープ切り」と呼んだりもした。